# Carlo Seychell
Carlo Seychell (12 marzo 1949) è un ex calciatore maltese, di ruolo attaccante.

## Carriera

### Nazionale
Ha collezionato venti presenze con la propria Nazionale.